# Italienische Ortsnamen
Der Sprachwissenschaftler und Romanist Gerhard Rohlfs hat in den 1940er und 1950er Jahren einige Etymologien von italienischen Ortsnamen zusammengetragen, die im Folgenden wiedergegeben werden.
Hinweis: Unterstreichung bedeutet in diesem Artikel, dass der unterstrichene Vokal betont ist.
Italienische Ortsnamen ohne Unterstreichung werden auf der vorletzten Silbe betont.

## Namensgebende Völker in Italien
In den italienischen Ortsnamen haben verschiedene Völker ihre Spuren hinterlassen. Siehe auch: Geschichte Italiens, Römisches Reich und Sprachen im Römischen Reich.

### Unbekannte Völker
Manche Ortsnamen in Italien können keiner bekannten Sprache zugeordnet werden.
Zum Beispiel gibt es in den italienischen Alpen einige Namen von Bergen, die von einem rekonstruierten Wort *kripp oder *gripp (‚Felsspitze‘) abgeleitet sind. Es ist nicht bekannt, aus welcher Sprache diese Namen stammen. Man weiß nur, dass sie vorrömisch sind.
Beispiele: Crep, Crepa, Creppo, Greppolungo, Greppon.
Weitere Gruppen von Ortsnamen, die keiner bekannten Sprache zugeordnet werden können, sind die Namen auf -ósine und -ésine sowie die Namen auf -ego und -ega (mit Betonung auf der drittletzten Silbe).
Beispiele: Tremosine, Agnosine (Lombardei), Malcesine (Veneto), Bellesine (Friaul), Levego (Veneto), Marzenego (Veneto), Albignasego (Veneto), Nosarego (Ligurien), Resinego (Veneto), Sessarego (Ligurien), Tranego (Veneto), Vetrego (Veneto), Cornosega (Veneto), Germenega (Veneto).
Vorrömische Ortsnamen aus Sardinien sind: Ardara, Banari, Sassari, Birori, Bolotana, Bonarcado, Borore, Bunnari, Desulo, Isili, Mogoro, Usini, Ussana, Baunei, Lanusei, Orosei, Urzulei, Ollolai, Ulassai, Ussassai.

### Phönizisch
Bei manchen küstennahen Ortsnamen auf Sardinien, Sizilien und im Westen der Italischen Halbinsel ist von einem phönizischen Ursprung auszugehen. Zum Beispiel entspricht Magomadas (Name eines Dorfes auf Sardinien) dem Ortsnamen Macomades, der im antiken Nordafrika mehrfach vorkam. Im Hebräischen, einer anderen semitischen Sprache, bedeutet maqom hadaš ‚neuer Ort‘. 

### Ligurisch
Ligurischen Ursprungs sind die Ortsnamen auf -asco (siehe unten, Abschnitt -asco).
Ebenfalls ligurisch sind die Ortsnamen auf -anco und -anca, die im Piemont und Tessin häufig vorkommen.
Beispiele: Altanca, Aranco, Noranco, Pizzanco, Ruminca, Schieranco.
Die Tauriner (lateinisch Taurini) waren ein ligurischer Stamm. Ihr Name lebt fort im Ortsnamen Torino (Turin). In römischer Zeit hieß die Stadt Augusta Taurinorum.
Bei den Ortsnamen Bergamo und Genova (Genua) nimmt man ebenfalls an, dass sie ursprünglich ligurisch sind.

### Keltisch
Einen keltischen Ursprung haben die Ortsnamen auf -ago, -one und -ate (siehe unten, Abschnitte -ako, -one und -ate).
Weitere Beispiele:
- Milano (Mailand), vom keltischen Wort mediolanum (‚Mittenfeld‘)
- Verduno (einmal in der Lombardei und einmal im Piemont, siehe Verduno), vom keltischen Wort virodunum (‚starke Burg‘)
- Duno (Provinz Como), vom keltischen Wort dunum (‚Burg‘)
- Brianza (Landschaft in der Provinz Como), von einem rekonstruierten keltischen Wort *Brigantia, in dem das keltische Wort briga (‚Berg‘) enthalten ist
- Monte Barro (bei Lecco), von einem keltischen Wort barros (‚Gipfel‘)
- Reno, der Name von zahlreichen Flüssen in Lombardei, Toskana und Veneto, von einem keltischen Wort renos (‚Fluss‘)
- Nant, Nant Borrant, Nant Bozona, der Name zahlreicher Bäche in den piemontesischen Westalpen, die Ortsnamen Nante (in Airolo, Tessin) und Nanto (bei Vicenza), von einem keltischen Wort nant (‚Tal‘, ‚Bach‘)

### Etruskisch
Etruskisch sind wahrscheinlich diejenigen Namen, die innerhalb des alten Etruriens häufiger vorkommen und außerhalb gar nicht.
Ein Beispiel ist der Name Monte Murlo (in den Provinzen Pisa, Siena, Arezzo und Perugia), Montemurlo (Provinz Prato) und Murlo (Provinz Siena).
Weitere Beispiele sind die Ortsnamen Pescia und Elsa.

### Lateinisch
Lateinischen Ursprungs sind die Ortsnamen auf -anus, -anicus und -aticus (siehe unten, Abschnitte -anum/ana, -anico und -aticus).
In den Ortsnamen mit lateinischem Ursprung sind auch Wörter erhalten, die im Italienischen nicht mehr vorkommen:
- lateinisch albus (‚weiß‘): Fiumalbo (bei Modena), Sassalbo (bei Lucca), Cornalba (bei Bergamo)
- lateinisch calcatorium (‚Kelter‘): Calcatoggio (Korsika)
- lateinisch domus (‚Haus‘), sardisch domu: Domodossola (Piemont), auf Sardinien Domu ’e s’Orcu, Domus de Maria, Domusnovas
- lateinisch forum (‚Marktplatz‘): Fornovo (bei Bergamo und bei Parma), Forlì (Romagna, von Forum Livii), Forlimpopoli (Romagna, von Forum Pompilii), Fordongianus (Sardinien, von Forum Trajani)
- lateinisch lucus (‚Hain‘): Luco (Abruzzen), Lugo (Ravenna und Vicenza, siehe Lugo (Emilia-Romagna))

Ortsnamen können auch dialektal geprägt sein. Zum Beispiel kommen in Lombardei und Piemont verschiedene Ortsnamen mit Co- vor, die das lombardische Wort co ‚Kopf‘ enthalten, vom lateinischen caput ‚Kopf‘.
Beispiele (in Klammern toskanische Entsprechungen): Codelago (Capo di Lago), Codemonte (Capo di Monte), Codiponte (Capo di Ponte), Codevilla (Capo di Villa). 

### Oskisch
Die Osker haben wahrscheinlich auch zu den italienischen Ortsnamen beigetragen.
Das kann man aber nur dort feststellen, wo sich das Oskische deutlich vom Lateinischen unterschieden hat.
Dort, wo das Lateinische zwischen Vokalen den Laut -b- hatte, hatte das Oskische den Laut -f-.
Statt lateinisch -br und -lb hatte es -fr- und -lf-.
Bei Ortsnamen mit diesen Lauten ist es wahrscheinlich, dass ein oskischer Ursprung oder eine oskische Beeinflussung vorliegt.
Beispiele:
- Biferno (Fluss in den Abruzzen), Ofanto (Nordapulien), Ofena (nördliche Abruzzen), Alife (Kampanien), Carife (Kampanien), Monte Tifata (bei Capua), Tifa (Fluss im umbrischen Apennin), Ufente (Fluss bei Sezze), Ufita (Fluss im östlichen Benevent), Bufurneto (Kalabrien)
- Venafro (Kampanien, in der Antike Venafrum), Massafra (Apulien), Solofra (Kampanien), Bonefro (Abruzzen), Bisafro (Kalabrien), Trinefrio (Bach bei Cosenza)
- Melfi (Lukanien), Alfedena (Abruzzen), Melfa (Fluss in den Abruzzen), Alfano (Provinz Salerno, vom Personennamen Alfius = lat. Albius), Rofrano (Provinz Salerno, vom Personennamen Rufrius = lat. Rubrius)

### Griechisch
Im Süden von Italien haben griechische Siedler ihre Spuren hinterlassen. Siehe auch: Magna Graecia und Griechische Kolonisation.
Beispiele aus dem Raum Neapel:
- Napoli (Neapel), das vom griechischen Νεάπολις (Neápolis)
- Nisida (Insel bei Neapel), vom griechischen νῆσις (nē̃sis ‚kleine Insel‘)
- Forio (auf Ischia), vom griechischen τὸ χωρίον (tò chōríon ‚Dorf‘)

Beispiele aus dem Cilento:
- Agropoli, von ὰκρόπολις (àkrópolis ‚hohe Stadt‘)
- Foria, τὰ χωρία (tà chōría ‚Dörfer‘)
- Papajanni ‚Pfarrer Janni‘ (siehe unten, Abschnitt Persönlichkeiten)
- Policastro, παλαιόκαστρον (palaiókastron)
- Montecorice, von κόραξ (kórax ‚Rabe‘)

Beispiele aus Kalabrien:
- die Ortsnamen auf -à, -adi, -oni (siehe unten, Abschnitte -à, -adi, -oni)
- Calimera, von dem griechischen Gruß „Guten Tag“, wahrscheinlich ein Neckname
- Papaglionti (‚Pfarrer Leóntios‘, siehe unten, Abschnitt Persönlichkeiten)
- Cataforia ‚unteres Dorf‘
- Paracorio ‚jenseits des Dorfes‘
- Dinami, benannt nach der heiligen Dynamis
- Pentedattilo, vom griechischen πέντε δάκτυλοι (pénte dáktyloi ‚fünf Finger‘), benannt nach einem fünfzackigen Berg
- Squillace (Skylákion)
- Stilo (stýlos ‚Säule‘)
- Valanidi (balanídi ‚Eichel‘)
- Nicastro (Neókastron)
- Ceramida (keramís ‚Tonerde‘)
- Anoja (ἀνώγεια, anṓgeia ‚obere Häuser‘)
- Nicotera, vom Personennamen Νικότερας (Nikóteras)
- Panaja, παναγία (‚Madonna‘)
- Spilinga, vom altgriechischen σπήλυγγα (spḗlynga ‚Höhle‘)

Siehe auch: Griechisch-kalabrischer Dialekt.
Beispiele aus dem Nordosten von Sizilien (Provinz Messina):
- die Ortsnamen auf -à (siehe unten, Abschnitt -à)
- Ableitungen von römischen Gentilnamen mit der Endung -anus (griechisch -anós) mit griechischer Betonung: Cagnano (von Canius), Frazzanò (von Flaccius), Magnano (von Mannius)
- Bafia (βαθεῖα batheĩa ‚Tal‘)
- Bronte (βροντή brontḗ ‚Donner‘)
- Calamona (καλαμών kalamṓn ‚Schilf‘)
- Calispera (vom griechischen Gruß „Guten Abend“, wahrscheinlich ein Neckname)
- Castanea (‚Kastanienbaum‘)
- Catalimita (τά καταλείμματα tá kataleímmata ‚Ruinen‘)
- Limina (λίμνη límnē ‚Sumpf‘)
- Linguaglossa (benannt nach einer Lavazunge am Ortsrand, aus lateinisch oder italienisch lingua ‚Zunge‘ und griechisch γλῶσσα glō̃ssa ‚Zunge‘)
- Melia (μελία melía ‚Esche‘)
- Mili (μύλη mýlē ‚Mühle‘)
- Potame (ποτάμιον potámion ‚kleiner Fluss‘)
- Palostraco (früher Palocastro, entstanden aus παλαιόκαστρον palaiókastron)

### Arabisch
Auf Sizilien gibt es Ortsnamen mit arabischem Ursprung. Siehe auch: Geschichte Siziliens, Abschnitt Arabische Vorherrschaft.
Das arabische Wort qal'at (‚Felsen‘, ‚Burg‘) steckt in folgenden Ortsnamen: Caltanissetta, Caltagirone, Caltavuturo, Caltabellotta, Calatafimi.
Das arabische Wort beni (‚Söhne‘) ist in folgenden Ortsnamen enthalten: Benarifi, Benagoli, Benimingallo.
Das arabische Wort dschebel (‚Berg‘) ist in folgenden Namen von Bergen enthalten: Mongibello (der volkstümliche Name des Ätna), Monte Gibele (auf Pantelleria), Gibli, Gibilgabbi (= Gibil Habib), Gibilmesi, Gibilmanna, Gibliscemi.
Das arabische Wort rahal (‚Landgut‘) ist in folgenden Ortsnamen enthalten: Racalmuto, Racalmari, Regalbuto, Regalmici.

### Slawisch
Im östlichen Friaul und in Istrien gibt es slawische Ortsnamen. Vereinzelt gibt es sie auch an der Ostküste von Süditalien, zum Beispiel Lesina (Nordapulien), das zu slawisch lěsьno gehört, einem Adjektiv von lesь ‚Wald‘.

### Germanisch
Germanische Ortsnamen finden sich in Italien vor allem im Norden des Landes. Auf Sardinien, Korsika und Sizilien kommen sie gar nicht vor.
Der Name der Goten ist in verschiedenen norditalienischen Ortsnamen erhalten: Godia (Friaul), Godo (Friaul), Godega (Provinz Treviso).
Der Name der Langobarden hat sich im Namen Lombardia (Lombardei) erhalten, sowie in Lombardore (zweimal im Piemont) und in Longobardi (zweimal in Kalabrien).
Die Ortsnamen auf -engo sind ebenfalls langobardisch, siehe unten, Abschnitt -engo.
Verschiedene langobardische Wörter sind in Ortsnamen enthalten:
- fara (‚Sippe, Reisegemeinschaft‘), in norditalienischen Ortsnamen bis nach Lukanien: Fara Novarese, Fara in Sabina, Fara Gera d’Adda, Fara Olivana con Sola,Fara Vicentino, Farra d’Isonzo, Farra d’Alpago usw.
- wald (‚Wald‘) in norditalienischen Ortsnamen bis nach Lukanien: Gualdo, Galdo, Gualda, Gualdo di Macerata, Gualdo Tadino, Gaudo
- staffal (‚Grundlage‘): Staffolo, Staffola, Staffora, Staffoli
- braida (‚Ebene‘, vgl. dt. Breite): Braida, Breda, Braidabella, Bredafranca, Bredalunga, Breda Azzolini
- blahha (‚Brachfeld‘, vgl. mhd. blach ‚flach‘): Biaca, Le Biache und eventuell Bracca

## Ursachen der Namensgebung

### Bodenbeschaffenheit

#### Einfache Benennung
Prato (‚Wiese‘), Fiume (‚Fluss‘), Flumene (Sardinien, ‚Fluss‘), Lago (‚See‘), Arena, Ponte (‚Brücke‘), Poggio (‚Anhöhe‘), Rocca (‚Burg‘), Borgo (‚Vorstadt‘), Villa, Vico (‚kleiner Ort‘).

#### Einfache Benennung mit Adjektiv
Manchmal auch mit Adjektiv: 
Pratolungo (‚lange Wiese‘), Fiumefreddo (‚kalter Fluss‘), Fluminimaggiore (Sardinien, ‚größerer Fluss‘), Lagonegro (‚schwarzer See‘), Pontenuovo (‚neue Brücke‘), Poggioreale (‚königliche Anhöhe‘), Roccaforte (‚starke Burg‘), Borgosatollo, Villafranca (‚freie Stadt‘), Vicopisano (‚pisanisches Örtchen‘).
Gelegentlich auch mit Adjektiv vor dem Substantiv: Altavilla (‚hohe Stadt‘), Altomonte (‚hoher Berg‘), Biancavilla (‚weiße Stadt‘), Lungavilla (‚lange Stadt‘), Malcantone (‚schlechte Gegend‘), Chiaravalle (‚helles Tal‘), Francavilla (‚freie Stadt‘), Belmonte (‚schöner Berg‘), Malalbergo (‚schlechte Herberge‘).
Mit einem Suffix, das Größe oder Kleinheit ausdrückt: Fiumicello (Friaul), Vallecchia (Toskana), Pontecchio (Provinz Rovigo), Roccella (Kalabrien), Rocchetta (Ligurien), Monticello (Piemont), Civitella (Abruzzen), Castelluccio (Lukanien), Castellucchio (Lombardei), Fiumone, Petrone, Vallone, Castellazzo.
Dabei ist -one eine vergrößernde Endung (Augmentativsuffix). Daneben gibt es eine verkleinernde Endung (Diminutivsuffix) -ione. Ein Beispiel hierfür ist der häufige Ortsname Castiglione. Der entspricht dem französischen Ortsnamen Châtillon und dem spanischen Castejón. Diese Formen kommen vom lateinischen castellionem (‚Schlösschen‘). Ein anderes Beispiel: Viglione (Kampanien), das dem französischen Villon (Champagne) entspricht, und das von einem rekonstruierten lateinischen *villionem ‚Städtchen‘ abstammt. Monzone (Toskana) von einem rekonstruierten lateinischen Wort *montionem ‚kleiner Berg‘.

#### Felsen
Ein Wort für ‚Felsen‘ liegt vor im häufigen Ortsnamen Motta (‚Bergkuppe‘), im häufigen Ortsnamen Serra (‚zackiger Bergrücken‘), in Morra (‚Bergkegel‘) und in Penna (‚Berggipfel‘).
Von dem Wort peschio oder posco (‚Felsen‘, lateinisch pessulum ‚Riegel‘) abgeleitet: Peschio, Pesco, Pescone, Pescocostanzo, Pesco Falcone, Pescolanciano, Pesco Lombardo, Pescopagano, Pescosolido (‚alleinstehender Berg‘).
Die Bedeutung ‚großer Felsen‘ liegt vor in: Pentima (Abruzzen), Pentema (Ligurien), Pentuma (Sardinien),
Montepertuso (Kampanien) (‚durchlöcherter Berg‘), Monte Caruso (Sizilien, ‚kahler Berg‘), Pettinascura (Kalabrien, ‚dunkler Kamm‘), Pizzo Pettano (Lombardei, ‚Kammspitze‘), Sassalbo (Lombardei, ‚weißer Fels‘), Perdalunga (Sardinien, ‚langer Stein‘). 

#### Niederung
Nach einer Niederung benannt: Lama (mehrfach in Venetien, Toskana, Umbrien, Abruzzen, Apulien), Lama dei Peligni (Abruzzen), Lamalunga (Apulien), Lamatorta (Apulien). 

#### Gewässer
Nach der Lage des Ortes an einem Gewässer: Piedilago (Kampanien), Subiaco (Latium, vom lateinischen sub lacum ‚unter dem See‘), Peslago (Provinz Como) und Poschiavo (Südschweiz) vom lateinischen post lacum, Terlago (Trentino) vom lateinischen inter lacum, ‚zwischen den Seen‘, Samolaco (Lombardei) vom lateinischen summuslacus (‚oberster See‘, mit einer eigenartigen Akzentverschiebung), Soraga (Trentino) vom lateinischen superaqua ‚über dem Wasser‘, Teramo (Abruzzen) vom lateinischen Interamna, Entracque (Piemont), Introdacqua (Abruzzen), Trasacco (Abruzzen) vom lateinischen trans aquam ‚jenseits des Wassers‘, Rivolta (an der Adda) vom lateinischen ripa alta ‚hohes Ufer‘. 

#### Höhlen
Nach Höhlen benannten Orte: Grotte (Sizilien), Grottammare (Marken), Grottaglie (Apulien), Grottole (Lukanien), Grottaferrata (Latium), Spelonca (Korsika), Speluncas (Sardinien), Sperlonga (Latium), Sperlinga (Sizilien), Spilinga (Kalabrien) vom altgriechischen σπήλυγγα (spḗlynga ‚Höhle‘).

### Häufige Tiere, Pflanzen, Mineralien
Manche Orte sind benannt nach Tieren, Pflanzen oder Mineralien, die dort häufig vorkommen.
Dazu diente die Endung -aia oder -ara (in französisierter Form auch -iera), von einer lateinischen Endung -aria.
Volpaia (Toskana) und Volpara (Lombardei) von lateinisch volpes ‚Fuchs‘; Lupara (Apulien) von lat. lupus ‚Wolf ‘; Corvaia (Toskana) und Corbara (Kampanien) von lat. corvus ‚Rabe ‘; Orsara (Piemont), Orsera (Friaul) und Orsiera (Piemont) von lat. ursus ‚Bär ‘; Colombaia (Toskana) und Colombara (Lombardei) von columba ‚Taube ‘; Palombara (Latium) von palumbes ‚Ringeltaube ‘; Merlara (Veneto) von merula ‚Amsel ‘; Cerbaia (Toskana) und Cervara (Latium) von cervus ‚Hirsch ‘; Pescaja (Toskana) und Pescara (Abruzzen) von piscis ‚Fisch‘; Felicara (Lukanien) und Filicaja (Toskana) von felis ‚Katze ‘ (siehe dazu auch den folgenden Absatz); Falghera (Lombardei, von felce ‚Farnkraut ‘); Orticaja (Toskana), Ortighera (Lombardei), Ardicara (Latium) (alle drei von urtica ‚Brennnessel‘); Giuncaja (Toskana) von juncus ‚Binse‘; Fungaja (Toskana) von fungus ‚Pilz‘; Brughiera (Lombardei, zu lombardisch brük ‚Heidekraut‘); Ferrara und Ferriera (Lukanien) von ferrum ‚Eisen‘; Petraia (Toskana) und Petrara (Kampanien) von petra ‚Stein‘; Argentera (Piemont) von argentum ‚Silber‘; Sabbionara (Lombardei, ‚Sandgrube‘); Gessara (Kampanien); Solfara (Sizilien) von sulphur ‚Schwefel‘; Carbonara (Apulien) von carbo ‚Kohle‘.
Eine andere Theorie besagt, dass der Ortsname Filicaja (Toskana) von filigare, toskanisch für das italienische Wort felceto für ‚Farn‘, abstammt. Etliche Orte tragen jedoch auch den Namen Filicaja, da sie durch Mitglieder der Familie Filicaja gegründet, bewohnt oder besessen wurden.

### Pflanzen

#### etum/eta-Endung
Orte, die nach Pflanzen benannt sind, haben im Ortsnamen häufig eine Endung, die auf die lateinische Endung -etum oder -eta zurückgeht.
In den einzelnen Gegenden von Italien haben sich diese lateinischen Endungen unterschiedlich weiterentwickelt: -eto, -edo, -edu (Sardisch), -è (Piemont), -ei (Dolomiten), -ito (Süditalien).
Beispiele: Faggeto, Faggeta, Faedo, Faito, Faè von lateinisch fagus ‚Buche‘; Querceto und Cerzeto von quercus ‚Eiche‘; Pineto und Pineta von pinus ‚Kiefer, Fichte‘; Frascineto, Frasnedo, Frassenè von fraxinus ‚Esche‘; Castagneto, Castagneda, Castagnè, Castagnito von castanea ‚Kastanienbaum‘; Cerreto, Cerrè, Cerrito; Nogaredo, Nogarè, Nughedu; Oneta und Oneto (zu lateinisch alnus ‚Erle‘); Escovedu (Sardinien, zu escova ‚Heidekraut‘); Alzeta (Korsika, zu alzu ‚Erle‘); Rovereto, Roverè; Zenevredo (Lombardei, zu lombardisch zenevro ‚Wacholder‘); Pecedo, Pecè, Pesseda (zu nordit. pezzo, pes ‚Tanne‘, von lat. piceus); Canazei (von lat. cannacetum); Ortisei (von lat. urticetum); Colloredo und Colloreto (zu lombardisch kóler ‚Haselstrauch‘, vom spätlateinischen col(l)urus, selbst vom lateinischen colyrus mit Metathesis unter dem Einfluss des gallischen *kollos, vergleiche irisch, walisisch coll). 
Selten gibt es die Endung -etum/-eta auch bei anderen Begriffen als bei Pflanzen: Fontanedo (Lombardei) und Fontaneta (Toskana) von fons ‚Quelle‘; Pantaneto (Marken); Pedredu (Sardinien); Sasseta (Toskana). 

#### on/ona-Endung
Das Altgallische verwendete bei Ortsnamen, die von Pflanzennamen abgeleitet sind, eine Endung -on oder -ona.
Beispiele: Bellinzona (Tessin, zu einem rekonstruierten gallischen Wort *belitio ‚Wacholder‘), Vallona (bei Bologna und bei Forlì, abgeleitet von einem rekonstruierten gallischen Wort *aballo ‚Apfel‘), der in Oberitalien und im Tessin häufige Name Agarone, Agrone, Grone (abgeleitet vom gallischen Wort ákaros ‚Ahorn‘). 

#### à-Endung
In den einst griechischen Gebieten von Süditalien (südliches Kalabrien, Provinz Messina) gibt es bei Ortsnamen, die von Pflanzennamen abgeleitet sind, die Endung -à. Diese Endung ist die Fortsetzung einer griechischen Endung -ᾶς, entstanden aus -έας.
Beispiele: in Südkalabrien Caridà (vom griechischen Wort καρύδιον karýdion ‚Nuss‘), Cardà (von κάρδος kárdos ‚Distel‘), Ciminà (von κύμινος kýminos ‚Kümmel‘), Cossifà (von κόσσυφος kossyphos ‚Amsel‘), Marasà (von μάραθον márathon ‚Fenchel‘), Scinà (von σχῑνος skhīnos ‚Mastixstrauch‘), Spartà (von σπάρτος spártos ‚Ginster‘); in der Provinz Messina: Cardà, Maracà (von αμάρακον amárakon ‚Majoran‘), Spartà, Sparagonà (von ασπαραγωνία asparagōnía ‚wilder Spargel‘).
Die ältere Form der Endung, -έας, kommt in nördlicheren Gegenden vor, zum Beispiel im Ortsnamen Maratea (Lukanien, vom griechischen μαραθέας marathéas, von μάραθον ‚Fenchel‘ márathon). 

#### eccia/iccia-Endung
Auf Korsika gibt es in Ortsnamen, die von Pflanzennamen abgeleitet sind, die Endung -eccia oder -iccia.
Beispiele: Castagneccia (zu lateinisch castanea ‚Kastanienbaum‘), Albitreccia (zu korsisch albitru ‚Erdbeerbaum‘), Carpiniccia (zu korsisch càrpinu ‚Weißbuche‘).

### Römisches Straßensystem
Zahlreiche Ortsnamen tragen Spuren des Straßenwesens des Römischen Reiches. Sie sind oft benannt nach der Anzahl Meilen bis zur nächsten Provinzhauptstadt. Dabei ist eine Meile in etwa 1,5 Kilometer lang.
Beispiele:
- Millesimo (Provinz Savona), vom lateinischen ad millesimum passum ‚beim tausendsten Schritt‘
- Terzo (Region Friaul-Julisch Venetien, vom lateinischen ad tertium lapidem), am dritten römischen Meilenstein von Aquileia nach Norden
- Terzo, drei römische Meilen westlich von Acqui (Piemont) an der Straße nach Savona
- Quarto, an der Küste, vier römische Meilen von Genua Richtung Spezia
- Quinto, am fünften Meilenstein an der Straße von Genua nach Spezia
- Quart, östlich von Aosta, an der alten Straße zwischen Frankreich und Oberitalien
- Quinto, an der Straße von Verona in die Val Pantena
- Sesto San Giovanni, vom lateinischen ad sextum lapidem ‚am sechsten Meilenstein‘, zwischen Mailand und Como
- Sesto Fiorentino, neun Kilometer (sechs Meilen) nördlich von Florenz
- Sexten (it. Sesto), zwischen dem Kreuzbergpass (Kreuzbergpass) und Innichen (San Candido)
- Settimo, an der Strecke von Turin nach Mailand, nach zwölf Kilometern (sieben Meilen), am siebten Meilenstein
- Settimo, zwischen Ivrea und Aosta
- Quarto, Quinto und Settimo, an einer der Straßen, die aus Mailand hinausführen
- Ottavo ‚am achten Meilenstein‘, an der Straße von Arezzo nach Perugia
- Diecimo, am zehnten Meilenstein, fünfzehn Kilometer (zehn Meilen) nördlich von Lucca, an der Straße von Lucca nach Castelnuovo di Garfagnana
- Pontedecimo, zehn römische Meilen vom Mittelmeer, an der Straße von San Pier d’Arena nach Novi Ligure
- Decimoputzu, auf Sardinien, siebzehn Kilometer (ca. zehn Meilen) von Cagliari (auf Italienisch würde dieser Ort Decimo Pozzo ‚zehnter Brunnen‘ heißen)
- Diemoz, bei Aosta, vom lateinischen duodecimum (‚zwölf‘), zwölf Meilen von Aosta entfernt
- Quintodecimo, am fünfzehnten Meilenstein, einmal in den Abruzzen, ein zweites Mal fünfzehn Meilen von Benevento entfernt
- Quindici (‚fünfzehn‘) in der Provinz Avellino
- Tricesimo, Region Friaul-Julisch Venetien, vom lateinischen ad tricesimum lapidem ‚am dreizehnten Meilenstein‘, an der Straße, die von Aquileia nach Norden führt

Ventimiglia hingegen enthält keine Meilenangabe (‚zwanzig Meilen‘), sondern ist eine Volksetymologie. Der lateinische Name der Stadt lautet Albium Intermelium.
Manchmal sind Orte nach Straßengabelungen und Kreuzungen benannt.
Beispiele: Bebbio (Emilia, lateinisch bivium ‚Kreuzung‘), Trebbio (Provinz Brescia, lateinisch trivium ‚Kreuzung‘), Carobbio (Provinz Bergamo) und Codroipo (Friaul) vom lateinischen quadruvium. 

### Kirchliches, Religiöses
Folgende Ortsnamen enthalten kirchliche oder religiöse Begriffe:
Abbadia Cerreto, Abbazia und Badia Calavena (‚Abtei‘); Ara (Valsesia, ‚Altar‘); Cella (Pavia); Cononica (Provinz Bergamo); Baselica (Bologna), Baselga (Provinz Trient), ‚Basilica‘, Trebaseleghe (Venetien, tres basilicae ‚drei Basiliken‘), Bascapè (Pavia, vom lateinischen basilica Petri ‚Basilika des Petrus‘); Episcopia (Lukanien), Piscopio (Kalabrien, ‚Bischofssitz‘); Chiesa (Lombardei), Iglesias (Sardinien), La Glesie (Friaul) von ecclesia ‚Kirche‘; Ghisalba (Bergamo, vom lateinischen ecclesia alba ‚weiße Kirche‘), Monastero (häufiger Ortsname), Monasterace (Kalabrien, mit einer griechischen Endung), Monasterolo (Piemont und Lombardei), Monastir (Sardinien) von monasterium ‚Kloster‘; Pieve (häufig und in vielen Zusammensetzungen, vom lateinischen plebs ‚Kirchengemeinde‘); Sagrado (Friaul, vom lateinischen sacratum, die heilige Stätte um die Kapelle der Heiligen Anna); Lauria (Lukanien, vom spätgriechischen λαυρία lauría ‚Mönchszellen‘), Metuojo (ein Flurname bei Roccagloriosa, Salerno, vom griechischen μετόχιον metóchion ‚Klosterhof‘).
Heidnische Elemente in der Namensgebung: Fano (Marken und Korsika), Fano Adriano (Abruzzen), Montefano (Marken) vom lateinischen fanum ‚Heiligtum‘; Fiano (Piemont und Latium) von einem rekonstruierten *flanu, was wiederum vom lateinischen fanulum kommt; Pagani (Kampanien), Paganico (Latium).
Nach Heilquellen und Bädern sind folgende Orte benannt: Acqui (Piemont), Bagnolo (Lombardei, Emilia, Piemont, Apulien), Bagnoli (Kampanien, Abruzzen, Veneto), Bagnara (Kalabrien), Pozzuoli (Kampanien, vom lateinischen puteoli ‚kleine Brunnen‘), Fuscaldo (Kalabrien, vom lateinischen fons calidus ‚warme Quelle‘). 

### „Stadt“ als Städtename
Oft verwenden die Einwohner einer Stadt nicht den Namen dieser Stadt, sondern reden nur von der Stadt.
Ein Beispiel hierfür ist der Ortsname Istanbul, der die Fortsetzung ist vom griechischen Ausdruck εἰς τὴν πόλιν ‚in der Stadt‘.
Die Stadt Cividale (in Friaul) hieß früher Cividade. Der lateinische Name dieser Stadt, Forum Julii, wurde zu Friuli verkürzt und später der Name der gesamten Gegend (auf Deutsch Friaul).
Häufig gibt es Ortsnamen wie Città, Civita, Cividate. Später bekamen sie Namenszusätze, damit man die Orte auseinanderhalten konnte: Civita Castellana, Città di Castello und so weiter.

### Personen

#### anum/ana-Endung
Eine große Anzahl von Ortsnamen ist von Personennamen abgeleitet. Meistens werden dadurch Besitzverhältnisse oder Zugehörigkeit ausgedrückt.
In römischer Zeit benutzte man zum Benennen von Landgütern eines Besitzers die Endungen -anum und -ana.
Dabei bezog sich -anum auf praedium und -ana auf villa.
Beispiele: Octavianum (= praedium octavianum), Sabiniana (= villa sabiniana).
Diesen Ortsnamentyp gibt es in ganz Italien.
Die relative Häufigkeit erlaubt es, Rückschlüsse zu ziehen auf die Stärke der römischen Kolonisierung.
Zum Beispiel gibt es diesen Ortsnamentyp in Südkalabrien, Ostsizilien und Sardinien nur selten, während er in anderen Teilen Italiens tausendfach vorkommt.
Ursprünglich wurden die Endungen -anum und -ana nur mit lateinischen Personennamen verwendet, später in Oberitalien auch mit keltischen Personennamen.
Mit solchen Ortsnamen lassen sich auch römische Gentilnamen rekonstruieren, die schriftlich nicht belegt sind.
Beispiele (mit lateinischen Personennamen): Aguzzano (von Acutius), Alvignano (von Albinius), Albuzzano (Albucius), Anzano (Antius), Appiano (Appius), Aprigliano (Aprilius), Barbazzano (Barbatius), Calvenzano (Calventius), Cornegliano (Cornelius), Fulignana (Fulinius), Gavignano (Gavinius), Laurignano (Laurinius), Macognano (Macconius), Magliano (Mallius), Nebbiano (Naevius), Ottaiano (Octavius), Petrognano (Petronius), Pompeiana (Pompeius), Savignano (Savinius) usw. 
Beispiele (mit keltischen Personennamen): in Oberitalien: Banzano (von Bantios), Borgnano (von Burnios), Caranzano (von Carantios), Igliano (von Ilios), Izzano (von Iccios), Lugliano (von Lullios), Sirano (von Sirios), Ugnano (von Unios). 

#### ako-Endung
Die keltische Endung -ako hatte die gleiche Funktion wie die lateinische Endung -anum, nämlich die Bildung von Ortsnamen aus Personennamen.
Ursprünglich wurde diese Endung zusammen mit keltischen Personennamen verwendet, später aber auch mit lateinischen.
In Oberitalien erscheint diese keltische Endung in der Form -ago (im Piemont, Lombardei und Friaul dialektal -ac), z. B. Marcignago (dialektal: Marcignac).
Wegen der dialektalen Aussprache -ac wurde in manchen Teilen von Oberitalien eine standardsprachliche Form des Ortsnamens mit -acco gebildet.
Im Piemont hat sich die Endung -ago über -ai zum Teil -è weiterentwickelt.
Beispiele: Agliè, Bianzè, Cigliè, Ciriè. 
Beispiele für -acco mit lateinischen Personennamen: im Piemont: Drusacco (von Drusius), Lagnacco (von Lanius), Vidracco (von Viturius); in Friaul: Cassacco (von Cassius), Cussignacco (von Cusinius), Martignacco (von Martinius)
Beispiele für -acco mit keltischen Personennamen: in Oberitalien: Arnago (von Arnos), Arzaga (von Artios), Bornago (von Burnos), Cadorago (von Caturos), Cambiago (von Cambios), Carniago (von Carnios), Cavagnago (von Cavannos), Virago (von Virios) usw.
Beispiele für -ago mit lateinischen Gentilnamen: Cassago (von Cassius), Cazzago (von Cacius), Comignago (von Cominius), Conzago (von Contius), Crescenzago (von Crescentius), Fabriago (von Fabrius), Lisignago (von Licinius), Gerenzago (von Gerentius), Marcignago (von Marcinius), Martignago (von Martinius), Ornago (von Ornus) usw.
Die Endung -ac findet sich auch in vielen südfranzösischen und bretonischen Ortsnamen, z. B. Aurillac/Orlhac.

#### anico-Endung
Eine weitere Endung, mit der Ortsnamen aus Personennamen abgeleitet werden, ist die italienische Endung -anico (lateinisch -anicum).
Sie kommt in Oberitalien oft vor, meist in der Form -anigo oder -anego (mit der Betonung auf dem a).
Diese italienische Endung ist verwandt mit der südostfranzösischen Ortsnamenendung -anges oder -argues, wie in Milhanges, Antignargues, Barbaranges, Domessargues, Flessanges, Julianges, Martignargues.
Beispiele: Cambianica (von Cambius), Cassanego (von Cassius), Cassignanica (von Cassinius), Chiusanico (von Clusius), Corsanico (von Cursius), Flaccanico (von Flaccus), Gaglianico (von Gallius), Maggianico (von Majus), Miglianico (von Aemilius), Mignanego (von Minius), Oglianico (von Ollius), Parzanica (von Parcius), Ranzanico (von Rantius).

#### aticus-Endung
Die gleiche Funktion wie die lateinische Endung -anus hat auch die lateinische Endung -aticus.
Bei verschiedenen Ortsnamen auf -atico kommt es vor, dass vom gleichen Personennamen ein Ortsname auf -ano oder -ana abgeleitet ist.
Beispiele aus Oberitalien und Toskana: Aviatico (von Avius, vgl. Aviano), Lajatico (von Larius, vgl. Lajano), Lorenzatico (von Laurentius, vgl. Lorenzana), Majatico (von Marius, vgl. Majano), Marzatica (von Marcius, vgl. Marzano), Massenzatico (von Maxentius, vgl. Massenzano), Orciatico (von Orcius, vgl. Orciano), Signatica (von Sinnius, vgl. Signano)

#### asco-Endung
Eine weitere Endung, mit der Ortsnamen aus Personennamen abgeleitet werden, ist die italienische Endung -asco.
Auch im modernen Italienisch kommt sie (außerhalb von Ortsnamen) vor, um Zugehörigkeit auszudrücken: bergamasco ‚aus Bergamo‘, comasco ‚aus Como‘.
Diese Ortsnamensendung kommt nur im westlichen Oberitalien vor, westlich der Linie Gardasee – Mantua – Parma.
Manche Sprachwissenschaftler nehmen deswegen an, dass die Endung -asco auf eine ligurische Endung zurückgeht.
Diese Ortsnamen auf -asco werden mit lateinischen und keltischen Personennamen gebildet, so wie die Namen auf -acum und -anum.
Beispiele: Arnasco (von Arnius, vgl. Arnano und Arnago), Aviasco (von Avius, vgl. Aviano), Bagnasco (von Bannius, vgl. Bagnac in Frankreich), Barbarasco (von Barbarius, vgl. Barbarano), Basiasco (von Basius, vgl. Basiano und Basiago), Buriasco (von Burius, vgl. Buriano), Calvignasco (von Calvinius, vgl. Calvignano), Cavagliasco (von Caballius, vgl. Cavagliano), Fabiasco (von Fabius, vgl. Fabiano), Lagnasco (von Lanius, vgl. Lagnano), Majasco (von Majus, vgl. Majano), Sagliasco (von Salius, vgl. Sagliano), Soriasco (von Saurius, vgl. Soriano).

#### one-Endung
Eine weitere Endung, mit der Ortsnamen von Personennamen abgeleitet werden, ist die italienische Endung -one.
Sie wird an lateinische und keltische Personennamen angehängt.
Sie hat jedoch nichts zu tun mit der italienischen vergrößernden Endung -one (wie in nasone ‚große Nase‘ gegenüber naso ‚Nase‘) oder mit verkleindernden oder pejorativen Endungen aus anderen romanischen Sprachen.
Möglicherweise stammt dieses -one aus dem Keltischen.
Diese Endung kommt (in der Form -on) auch in Frankreich vor: Aubusson (von Albucius), Manson (von Amantius), Banson (von Bantius), Cornillon (von Cornelius), Germignon (von Germinius), Termignon (von Terminius), Vertaizon (von Vertasius).
In Italien kommen Ortsnamen mit dieser Endung vor, die Parallelen haben zu Ortsnamen mit -anum und -acum.
Beispiele:
- Albone (Lombardei, von Albus, vgl. Albano im Piemont)
- Anzone (Lombardei, von Antius, vgl. Anzano in der Lombardei)
- Azzone (Lombardei, von Attius, vgl. Azzano und Azzago, beide in der Lombardei)
- Biviglione (Lombardei, von Bivellius, vgl. Bivigliano in Toskana)
- Carignone (Lombardei, von Carinius, vgl. Carignano im Piemont)
- Cavignone (Lombardei, von Cavinius, vgl. Cavignaga in Ligurien)
- Genzone (Lombardei, von Gentius, vgl. Genzano im Piemont)
- Gragnone (Umbrien, von Granius, vgl. Gragnano in der Lombardei)
- Martignone (Toskana, von Martinius, vgl. Martignano in Apulien, Martignago in der Lombardei, Martignac in Frankreich)
- Petrignone (Abruzzen, von Petrinius, vgl. Petrignano in Umbrien, Pedergnaga in der Lombardei, Perignan und Pérignac in Frankreich)
- Savignone (Ligurien, von Sabinius, vgl. Savignano in Emilia, Savegnago in Venezien, Savignac und Savigny in Frankreich)

#### onico-Endung
So wie neben der lateinischen Endung -anum die lateinische Endung -anicum vorkommt, so kommt neben der italienischen Endung -one eine Endung -onico vor (mit Betonung auf der vorvorletzten Silbe).
Dieses -onico ist bei Ortsnamen im Gebiet des Comer Sees häufig.
Beispiele: Albonico (von Albus), Anzonico (von Antius), Goronico (vgl. Gorasco), Livronico (von Liberius), Maronico (von Marius), Mondonico (vgl. Mondano), Mossenzonico (von Maxentius), Mezzonico (von Mettius), Rezzonico (von Recius).

### Ortsnamen, die Nachkommenschaft ausdrücken

#### engo-Endung
Während die oben genannten Endungen -ano, -ánico, -ago, -ático, -asco, -one und -ónico Besitzverhältnisse ausdrücken, gibt es andere Endungen, die Nachkommenschaft ausdrücken.
Ein bekanntes Beispiel sind die Endungen mit -ing-, die dort vorkommen, wo Germanen gesiedelt haben.
Ein Beispiel aus Deutschland ist der Ortsname Sigmaringen, der ursprünglich die Bedeutung hatte bei den Nachkommen des Sigmar.
In Italien kommt eine solche Endung im Siedlungsgebiet der Langobarden vor, also in der Lombardei und im nördlichen Piemont.
Dort hat sie die Form -engo, was die Fortsetzung einer germanischen Endung -ingos ist.
Der Ort Albarengo ist also nach den Nachkommen eines Albhari benannt worden.
Beispiele mit germanischen Personennamen: Albarengo (von Albhari), Aramengo (von Aramo), Banengo, Bollengo (von Bolo), Bussolengo, Ghislarengo (von Gîsalhari), Isengo (von Iso), Odalengo (von Odilo), Offanengo, Pertengo (von Berto), Pettinengo (von Petto), Remorfengo (von Rômolf), Rodengo.

#### ate-Endung
Eine weitere Ortsnamensendung ist -ate, das überwiegend im westlichen Oberitalien (Piemont, Lombardei) vorkommt.
Sprachwissenschaftler vermuten, dass diese Endung die Fortsetzung der lateinischen Endung -ates ist, die in vielen lateinischen Namen für Stämme und Stadtbewohner vorkommt, zum Beispiel Asconates ‚Einwohner der Stadt Ascona‘.
Wenn in einem italienischen Ortsnamen auf -ate ein Personenname vorkommt, dann deutet der Ortsname wahrscheinlich die Nachkommenschaft an, wie bei der Endung -engo (siehe Abschnitt -engo).
Der Ortsname Arnate wäre dann der Ort der Nachkommen eines Kelten oder Römers namens Arnos.
Zusammen mit der Endung -ate stehen häufig Personennamen, die auch aus Ortsnamen mit -ano, -ago und -asco bekannt sind.
Das heißt, dass nicht nur Arnate, sondern auch Arnano, Arnago und Arnasco vom Personennamen Arnos abgeleitet sind.
Beispiele für Ortsnamen, die abgeleitet sind von lateinischen oder keltischen Personennamen: Agliate (von Allius, vgl. Agliano), Agrate (von Agrius, vgl. Agrano), Albate (von Albus, vgl. Albano), Alzate (von Alcius, vgl. Alzano), Antegnate (von Antinius, vgl. Antignano und, in Frankreich, Antignac), Arnate (von Arnos, vgl. Arnano, Arnago und Arnasco), Azzate (von Attius, vgl. Azzano, Azzago, Azzone), Bobbiate (von Bovius, vgl. Bobbiano), Bornate (von Burnos, vgl. Bornago und Bornasco), Cairate (von Carius, vgl. Cairano und Cairago), Capriate (von Caprius, vgl. Capriano), Carnate (von Carnos, vgl. Carnago und Carnano), Casorate (von Casurius, vgl. Casorano), Cesate (von Caesius, vgl. Cesano), Masate (von Masius, vgl. Masano), Mezzate (von Mettius, vgl. Mezzano, Mezzago und Mezzonico), Olgiate (von Olgius, vgl. Olgiasca), Pagliate (von Pallius, vgl. Pagliano), Verzate (von Vercius, vgl. Verzano und Verzago).

#### adi-Endung
Im südlichen Kalabrien gibt es einige Dutzend Ortsnamen, die auf -adi enden.
Diese Ortsnamen gehen zurück auf griechische Personen- oder Familiennamen, die auf -άδες (-ádes) enden.
Solche Ortsnamen kommen auch in Griechenland vor, zum Beispiel auf Korfu.
Zum Beispiel hatte der griechische Ortsname Μεταξάδες (Metaxádes) die ursprüngliche Bedeutung ‚Ort der Familie Μεταξᾶς (Metaxãs)‘.
Beispiele aus Italien: Bagaladi, Drungadi, Limbadi, Laganadi, Moladi.

#### oni-Endung
Im südlichen Kalabrien gibt es ungefähr zwei Dutzend Ortsnamen, die auf -oni enden und die auf der drittletzten Silbe betont werden.
Beispiele: Caroni, Comerconi, Macroni, Pannaconi, Podargoni, Stavraconi, Stefanaconi.
Diese Ortsnamen sind die Fortsetzungen von griechischen Personen- oder Familiennamen, wie zum Beispiel οἱ Γάστρωνες (hoi Gástrōnes ‚die Angehörigen der Familie Γάστρων [Gástrōn]‘).

### Muster „Gegenstand + Personenname“
Ein anderer Ortsnamentyp hat die Struktur Gegenstand + Personenname.
Ein Beispiel ist der italienische Ortsname Montegiorgio, der aus Monte (‚Berg‘) und Giorgio ‚Georg‘ besteht und ursprünglich ‚Berg des Giorgio‘ bedeutete.
Dieser Ortsnamentyp kommt in Italien häufig vor.
Beispiele: Montegiorgio (‚Berg des Giorgio‘), Montemilone, Castrogiovanni (‚Burg des Giovanni‘), Casteldidone, Casalborgone, Rocca San Felice (‚Felsen des heiligen Felix‘), Camposampiero (‚Feld des heiligen Petrus‘), Villaromagnano.
Beispiele mit germanischen Personennamen: Monte Grimano, Villa Faraldi, Castelgrimaldo (‚Schloss des Grimoald‘), Castelfalfi, Castelraimondo (‚Schloss des Raimondo‘), Casalbeltrame (‚Dorf des Beltrame‘), Roccamandolfi, Pontelandolfo (‚Brücke des Landolfo‘), Rocca Sinibalda (‚Felsen der Sinibalda‘), Vidigulfo (bei Pavia, auf lateinisch vicus Landulphi).
Der erste Teil des Ortsnamens wird manchmal weggelassen, sodass nur noch der Personenname den Ort bezeichnet.
Beispiele mit germanischen Personennamen: Aghinolfi (Toskana), Frodolfo (Lombardei), Gandolfi (Veneto), Grimaldi (Kalabrien), Gosaldo (Veneto), Gualtieri (Emilia), Guasila (Sardinien).
Beispiele mit lateinischen Geschlechternamen oder gallischen Personennamen: Arienzo (Kampanien, von Arentius, vgl. Arenzano, Ligurien), Origlio (Tessin, von Aurilius, vgl. Origlian, Aosta-Tal), Calvigno (Apulien, von Calvinius, vgl. Calvignano und Calvignasco, beide in der Lombardei), Canzo (Lombardei, von Cantius, vgl. Canzano, Abruzzen), Caranza (Toskana, von Carantius, vgl. Caranzano, Piemont), Casiglio (Lombardei, von Casilius, vgl. Casigliano, Kampanien), Casigno (Toskana, von Casinius, vgl. Casignana, Kalabrien), Cutigno (Kalabrien, von Cotinius, vgl. Cutignano, Kampanien), Gavigno (Toskana, von Gavinius, vgl. Gavignano, Toskana), Ostiglia (Lombardei, von Hostilius, vgl. Ostigliano, Kampanien), Livigno (Lombardei, von Livinius, vgl. Livignano, Lucca), Poveglia (Veneto, von Popilius, vgl. Povegliano, Veneto), Savigno (Emilia, von Sabinius, vgl. Savignano, Veneto und Lombardei), Samprogno (Veneto, von Sempronius, vgl. Samprugnano, Toskana), Serviglio (Umbrien, von Servilius, vgl. Servigliano, Marken), Seregno (Lombardei, von Serenius, vgl. Seregnano, Veneto), Vocogno (Lombardei) und Vogogna (Piemont) (von Voconius, vgl. Vogognano, Toskana).
Neben den Beispielen dieses Ortsnamentyps stehen Ortsnamen, die denselben Personennamen enthalten, aber eine Endung auf -ano/-ana oder -asco haben. Siehe oben, Abschnitte -anum/ana und -asco.
In der Sprachwissenschaft ist nicht eindeutig geklärt, ob nicht einige dieser Ortsnamen Verkürzungen sind von Ortsnamen auf -ano oder -ago.

### Persönlichkeiten
Gelegentlich werden Orte nach Personen benannt, die dort eine wichtige Rolle gespielt haben.
So gibt es in Süditalien einige Ortsnamen, in denen das griechische Wort παπᾶς (papãs) ‚Pfarrer‘ steckt: Papasidero (Kalabrien) von παπᾶς Ισίδορος (papãs Isídoros ‚Pfarrer Isodor‘), Papaglionti (Kalabrien) von παπᾶς Λεόντιος (papãs Leóntios ‚Pfarrer Leontios‘), Papandrea (Sizilien) von παπᾶς Ανδρέας (papãs Andréas ‚Pfarrer Andreas‘), Papajanni (Kampanien) von παπᾶς Γιάννης (papãs Giánnēs ‚Pfarrer Johannes‘).
Weitere Beispiele: Abatemarco (in Kampanien und in Kalabrien, ‚Abt Marco‘), Abate Cesare (Apulien, ‚Abt Cesare‘), Abbatemasi (in der Terra d’Otranto), Cavallerleone (Piemont), Civitella Messer Raimondo (Abruzzen, ‚Civitella des Herrn Raimondo‘).

### Besitz einer Familie
Einige Orte sind nach dem Besitz einer Familie benannt.
Beispiele: Ca’ d’Andrea (Provinz Cremona), Ca' de’ Stefani (Lombardei), Ca’ di David (Verona), Ca’ Emo (Provinz Rovigo), Ca de’ Caggi (Lombardei).

### Berufe
Einige Orte sind nach Berufen benannt.
Beispiele: Pignataro (Kampanien, ‚Töpfer‘), Panettieri (Kalabrien, ‚Bäcker‘), Carbonari (Veneto, ‚Köhler‘), Calderari (Sizilien, ‚Kesselflicker‘), Ortajolo (Lombardei), Fabro (Umbrien, von fabbro ‚Schmied‘), Armajolo (Toskana, ‚Waffenschmied‘), Verbicaro (Kalabrien, ‚Schafhirt‘), Porcari (Toskana), Pastori (Lombardei, ‚Hirte‘).

### Völker
Einige Orte sind nach Völkern benannt.
Beispiele: Greci (albanisches Dorf in der Provinz Avellino, ‚Griechen‘), Romanù (Provinz Salerno, vom griechischen τοὺς Ρωμανοὺς, toùs Rōmanoùs ‚die Römer‘), Bolgare (Provinz Bergamo, ‚Bulgaren‘), Bolgheri (Provinz Livorno, ‚Bulgaren‘), Galloro (Toskana, ‚Gallier‘), Ispani (Provinz Salerno, ‚Spanier‘), Longobardi (Provinz Cosenza, ‚Langobarden‘), Godi (Lombardei), Saracena (Provinz Cosenza, ‚Sarazenen‘), Sarmato (Provinz Piacenza) und Sarmede (Provinz Treviso, beide nach den Sarmaten benannt), Sassinoro (Provinz Benevent, ‚Sachsensiedlung‘), Zibido (Provinz Mailand, nach den Gepiden), Schiavi (Provinz Chieti, ‚Slawen‘), Schiavon (Provinz Vicenza), Nemci (Triest, vom slowenischen nemci ‚Deutsche‘).

### Tiernamen
Tiernamen kommen besonders in Namen von Bergen und hoch gelegenen Orten vor.
Beispiele: Aquila (Abruzzen), Gerace (Kalabrien, vom griechischen Wort ἱεράκιον, hierákion ‚Habicht‘), Girifalco (Kalabrien, ‚Gerfalke‘), Falcone (Sizilien, ‚Falke‘), Montaquila (Abruzzen, ‚Adlerberg‘), Monte Sparviere (Lukanien) und Roccasparvera (Piemont, beide nach dem Sperber), Monte Vulture ‚Geierberg‘, Monte Nibio (Umbrien), Monte Corvo (Sizilien, ‚Rabenberg‘), Monte Merlo (Toskana, ‚Amselberg‘), Monte Mula (Kalabrien), Monte Cervo (Kalabrien, ‚Hirschberg‘), Monte Orso (Piemont, ‚Bärenberg‘), Monte Porco (Kampanien, ‚Schweineberg‘), Monte Margiani (Sardinien, vom sardischen Wort margiani ‚Fuchs‘), Leonessa (Latium/Abruzzen, ‚Löwin‘), Monteleone (Umbrien, ‚Löwenberg‘), Monte Tauro (Sizilien, ‚Stierberg‘).

### Götter
In Namen von Orten oder Bergen können Götternamen enthalten sein. Siehe auch: Römische Mythologie.
Beispiele: Monte Giove (häufiger Bergname, ‚Berg des Jupiter‘), Collegiove (Umbrien, ‚Hügel des Jupiter‘), Casagiove (Kampanien, ‚Haus des Jupiter‘), Monte Venere (Toskana und Latium, ‚Berg der Venus‘), Porto Venere (Ligurien, ‚Hafen der Venus‘), Minerbe (Verona), Minerbio (Bologna) und Manerbio (Brescia, beide vom lateinischen minervium ‚Tempel der Minerva‘), Nettuno (Rom, ‚Neptun‘), Sodorno (bei Bergamo, von Saturnus), Ercole (Kampanien) und Erchie (bei Salerno und in der Terra d’Otranto, nach Herkules).

### Kaiser
Nach römischen Kaisern benannt sind:
Aosta (Piemont, nach Augustus), Porto Adriano (Apulien, nach Hadrianus), Fano Adriano (Abruzzen, nach Hadrianus), Monte Nerone (Umbrien, nach Nero), Fordongianus (Sardinien, vom lateinischen Forum Trajani ‚Forum des Trajan‘).